# Achel

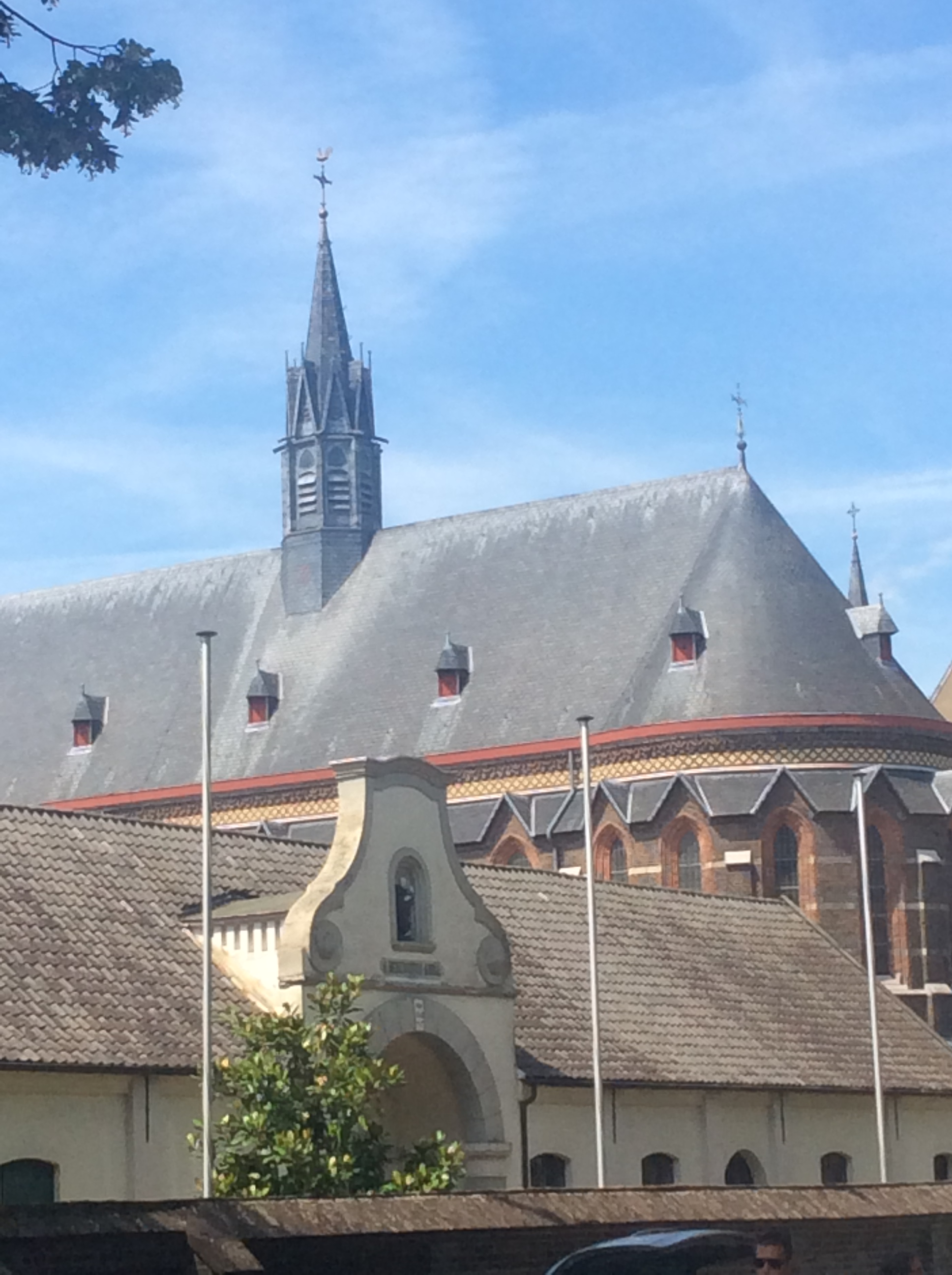
Entrada al claustro de Achel en Bélgica.

La Cervecería Achel o Brouwerij der Sint-Benedictusabdij de Achelse Kluis es una cervecería belga que produce cerveza trapista, y es la cervecería trapista belga que menor producción tiene. Se encuentra en la Abadía de San Benedicto en el municipio belga de Hamont-Achel. Produce cinco tipos de cerveza trapista, certificadas por la Asociación Internacional Trapense con el sello de «Auténtico Producto Trapista».

## Historia
La historia de la cervecería se remonta a 1648, cuando unos monjes holandeses deciden fundar una capilla en Achel. Más tarde, en 1686 la capilla se transforma en una abadía, pero fue destruida en el periodo de la Revolución francesa. En 1844, los monjes de Westmalle reconstruyen la abadía en ruinas y se reanudan las actividades agrícolas. La primera cerveza que se elaboró en 1852 era una Patersvaatje y en 1871 el lugar se convirtió en un monasterio trapista, que elaboraba cerveza de forma habitual.
En 1914 durante la Primera Guerra Mundial, los monjes abandonaron la abadía debido a la ocupación alemana. Los alemanes desmantelaron la fábrica en 1917 para apropiarse de unos 700 kg de cobre. En 1998 los monjes decidieron volver a elaborar cerveza. Para la reconstrucción de la fábrica contaron con la ayuda de monjes de la abadía trapista de Westmalle y la abadía de Rochefort. En 2001, lanzan las cervezas con 8% de alcohol.

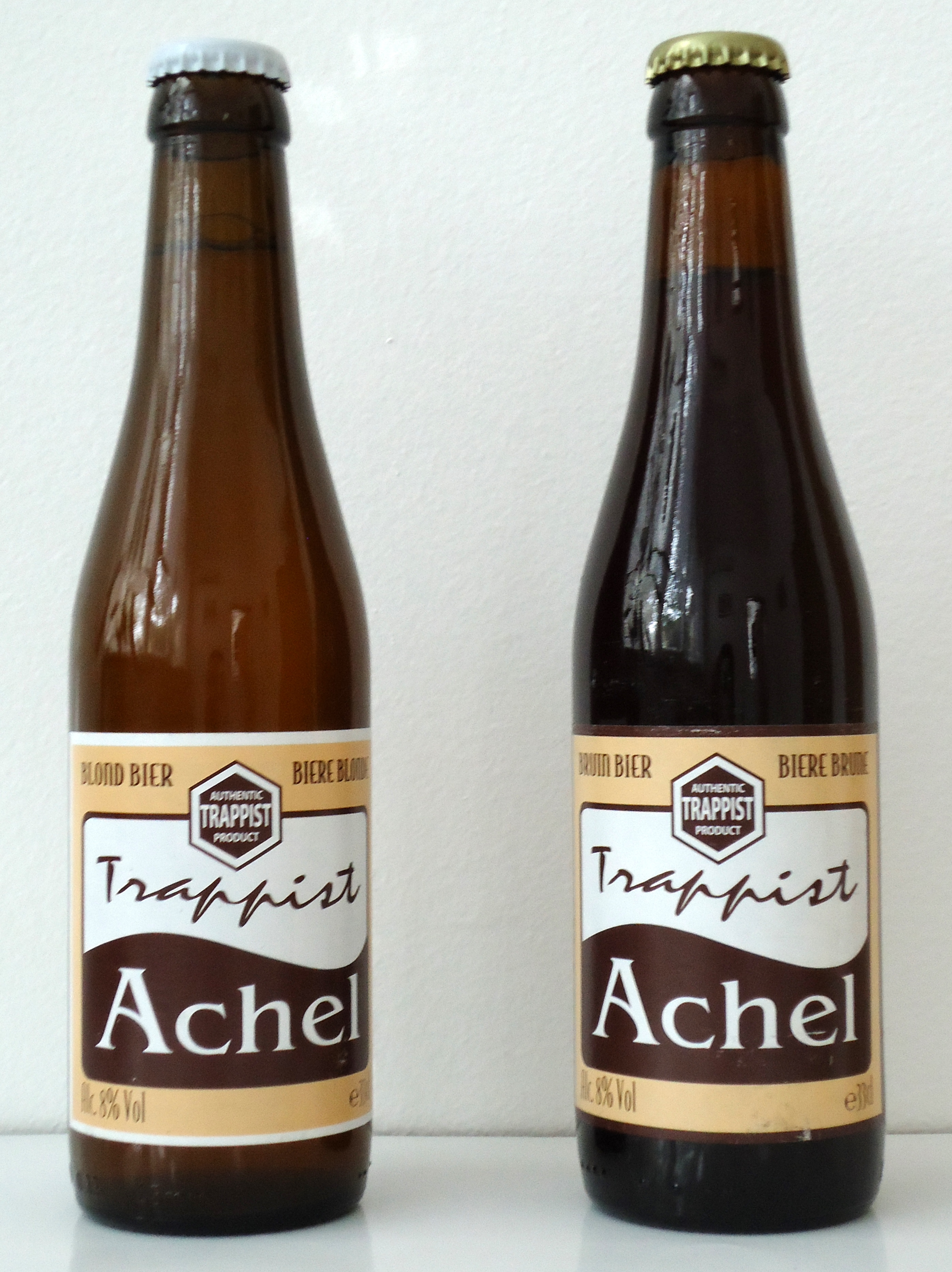
Cervezas Achel Blond 8° y Bruin 8°.

Como otras cervecerías trapistas, las cervezas se venden con tal de sustentar el monasterio y con destino a obras de caridad.

## Cervezas
Las cervezas se distinguen por su graduación alcohólica y su color con las palabras «Bruin» y «Blond» que significan tostada y rubia en holandés.
- Achel Blond 5°, 5% Vol.
- Achel Bruin 5°, 5% Vol.
- Achel Blond 8°, 8% Vol.
- Achel Bruin 8°, 8% Vol.
- Achel Extra, 9.5% Vol. Bruin (75 cl)
- Achel Extra, 9.5% Vol. Blond (75 cl)

Las cervezas Blond 5°, Bruin 5° únicamente pueden encontrarse en grifo en la abadía. El resto se distribuyen por todo el mundo. La Achel Extra Blond en botella sólo se vende en la abadía.